# Kloster Ląd
Das Kloster Ląd (deutsch: Lond, Lenden; latinisiert: Lynda, Lenda) ist eine ehemalige Zisterzienserabtei in der polnischen Woiwodschaft Großpolen.

## Geographische Lage
Die Klosteranlage liegt in Ląd rund neun Kilometer südlich des Orts Słupca am rechten Wartheufer.

## Geschichte

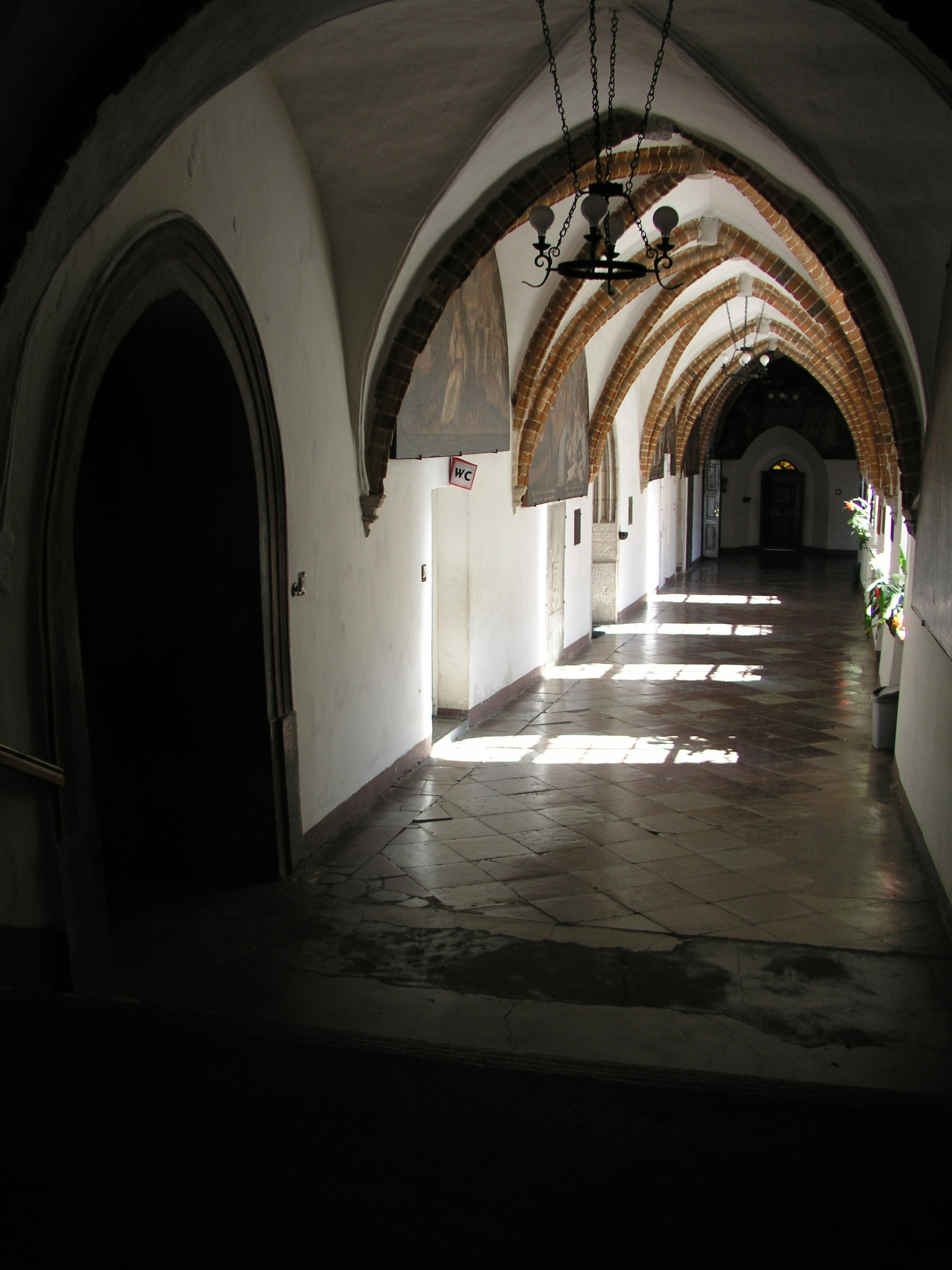
Der Kreuzgang

Kloster Ląd wurde im Jahr 1175 durch Herzog Miezko gestiftet und als drittes Tochterkloster von Altenberg im Bergischen Land aus der Filiation der Primarabtei Morimond besiedelt, und zwar nach neueren Forschungen erst 1175 oder 1186 (die angebliche Gründung bereits im Jahr 1145 soll auf einer Fälschung der Stiftungsurkunde in der zweiten Hälfte des 13. Jahrhunderts beruhen). Es war ein sog. „kölnisches Kloster“ (s. Kloster Wągrowiec – Wongrowitz, Kloster Obra). Bis in die Mitte des 16. Jahrhunderts wurde Kloster Ląd nur mit Kölner Mönchen besetzt. Diese verließen das Kloster im Jahr 1553, anschließend begann die „polnische“ Periode. 1796 wurde der größte Teil des Grundbesitzes durch das Königreich Preußen eingezogen. Das Kloster wurde 1819 aufgehoben. 1850 bis 1864 wurde das Kloster von Kapuzinern genutzt, seit 1921 nutzen es die Salesianer Don Boscos.

## Bauten und Anlage

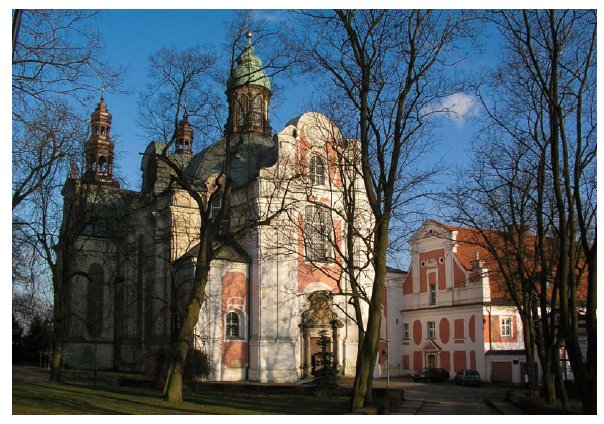
Ansicht der Kirche von Westen

Die Klausur befindet sich rechts von der Kirche. Nach einem Holzbau um 1191 erfolgte ein Neubau nach 1350. Der kreuzrippengewölbte Kapitelsaal ist noch erhalten. Süd- und Westflügel stammen hauptsächlich aus dem. 16. Jahrhundert. Die Kirche wurde 1721 bis 1736 errichtet, sie ist mit ihrer Barockausstattung erhalten. Fresken in einer Kapelle des Ostflügels sind aus der zweiten Hälfte des 14. Jahrhunderts.

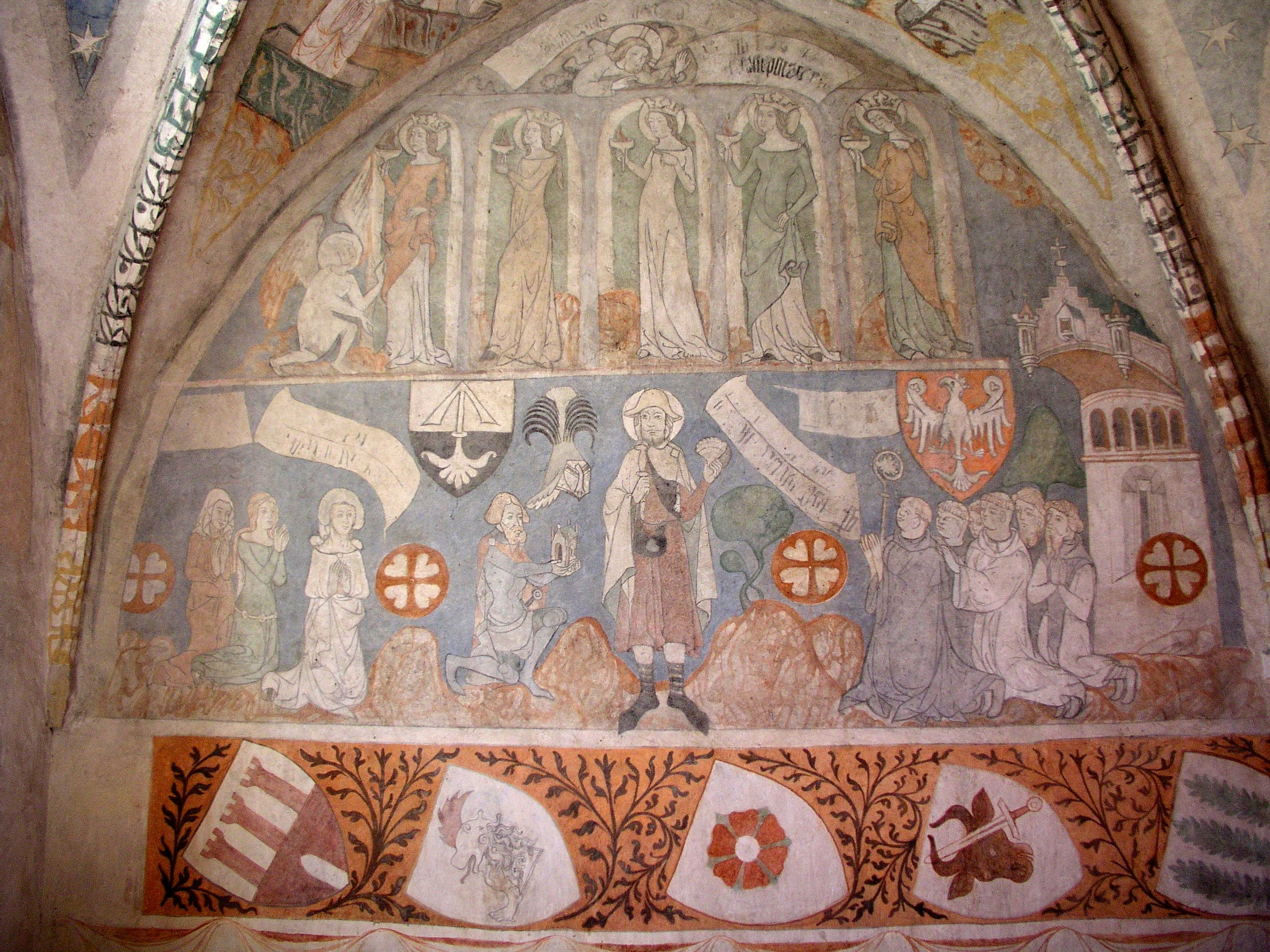
Fresko mit Apostel Jakobus